# Allen Welton House
L'Allen Welton House est une maison américaine située dans le comté de Summit, dans l'Ohio. Construite vers 1854, elle est inscrite au Registre national des lieux historiques depuis le 7 mai 1979. Elle est par ailleurs protégée au sein du parc national de Cuyahoga Valley.